# آنیکا ملهورن
آنیکا ملهورن (به انگلیسی: Annika Mehlhorn) (زادهٔ ۵ اوت ۱۹۸۳) شناگر اهل آلمان است.